# Pour en arriver là
Pour en arriver là è un album video postumo della cantante italo-francese Dalida, pubblicato nel 1987 da Carrere Video.
Questo VHS è stato pubblicato contemporaneamente all'album Dalida Forever - Pour en arriver là, creato a qualche mese dalla morte della cantante.

## Tracce
1. Pour en arriver là
2. Je suis toutes les femmes
3. Il venait d'avoir 18 ans
4. Le Lambeth Walk
5. Rio do Brasil
6. Fini, la comédie
7. Chanteur des années 80
8. Americana
9. Monday Tuesday… Laissez-moi danser
10. Parle plus bas (Le Parrain)
11. Salma ya salama
12. Génération 78 (medley)
13. Alabama song
14. Besame mucho
15. Comme disait Mistinguett
16. J'attendrai
17. Gigi in Paradisco (versione ridotta)
18. Voilà pourquoi je chante (versione ridotta)